# Triasic târziu

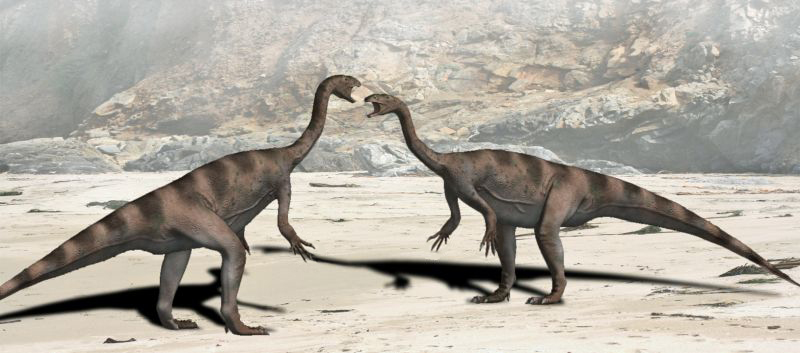
Plateosaurus, printre cei mai mari dinozauri din Triasic

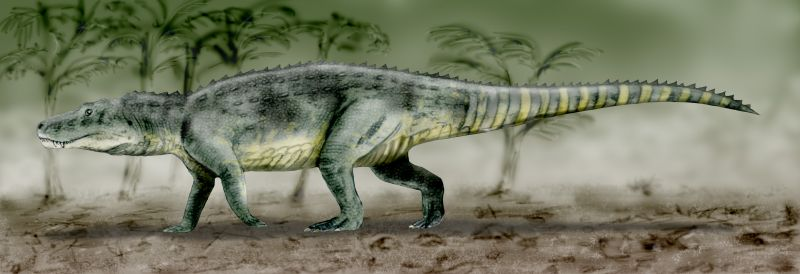
Saurosuchus

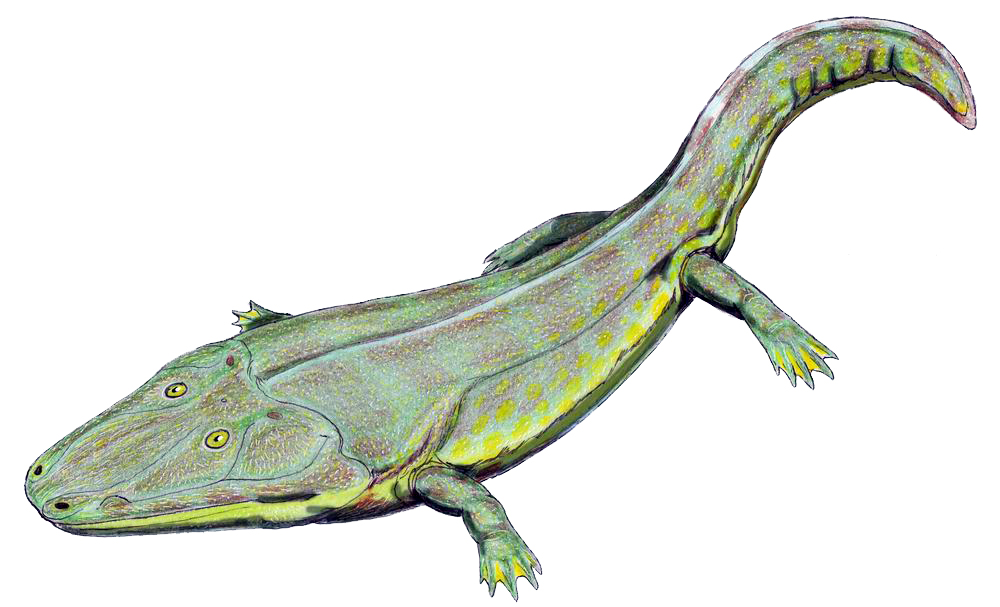
Cyclotosaurus

Triasicul târziu este cea de-a treia și ultima dintre cele trei epoci ale perioadei Triasice pe scara timpului geologic. Extincția Triasic-Jurasic a început în această epocă, aceasta fiind una dintre cele cinci extincții în masă majore ale Pământului. Din punct de vedere cronologic, Triasicul târziu se întinde de la 237 la 201,3 milioane de ani de ani în urmă. Acesta este împărțit în vârstele: Carnian, Norian și Rhaetian.
Mulți dintre primii dinozauri au evoluat în timpul Triasicului târziu, printre care Plateosaurus, Coelophysis și Eoraptor.
Extincția care a început în timpul Triasicului târziu a dus la dispariția a aproximativ 76% din toate speciile terestre și marine, precum și aproape 20% din familiile taxonomice. Deși Triasicului târziu nu s-a dovedit a fi la fel de distrugător ca și Permianul, care a avut loc acum aproximativ 50 de milioane de ani în urmă și a distrus aproximativ 70% din speciile terestre, 57% din familiile de insecte și 95% din viața marină, totuși, a condus la o scădere semnificativă a numărului de populații ale multor populații de organisme vii.
Mai exact, Triasicul târziu a avut efecte negative asupra grupurilor de conodonți și amoniți. Aceste grupuri au servit odată ca fosile stratigrafice, ceea ce a făcut posibilă identificarea duratei de viață fezabile a straturilor multiple ale Triasicului. Grupurile au fost grav afectate în timpul epocii și au dispărut la scurt timp după aceea. În ciuda populațiilor mari care au dispărut odată cu intrarea în Triasicul târziu, multe familii, cum ar fi pterozauri, crocodili, mamifere și pești, au fost foarte puțin afectate. Totuși, alte familii, cum ar fi bivalvele, gasteropodele, reptilele marine și brachiopoda au fost afectate foarte mult și multe specii au dispărut în acest timp.

## Cauzele extincției
Majoritatea dovezilor sugerează că principala cauză a extincției a fost creșterea activității vulcanice. Ca urmare a rupturii supercontinentului Pangeea, a existat o crestere a activitatii vulcanice pe scară largă, care a eliberat cantități mari de dioxid de carbon. La sfârșitul Triasicului, au avut loc erupții masive de-a lungul zonei de ruptură, cunoscută sub numele de Provincia Magmatică a Atlanticului Central, pentru aproximativ 500.000 de ani. Aceste erupții intense au fost clasificate ca erupții de bazalt, care reprezintă un tip de activitate vulcanică la scară largă, ce eliberează un volum enorm de lavă, pe lângă dioxidul de sulf și dioxidul de carbon.
Creșterea bruscă a nivelurilor de dioxid de carbon se consideră că a mărit efectul de seră, care a acidifiat oceanele și a ridicat temperatura medie a aerului. Ca rezultat al schimbării condițiilor biologice din oceane, 22% dintre familiile marine au dispărut. În plus, 53% din genurile marine și 76-86% din toate speciile au dispărut, permițând dinozaurilor să aibă o prezențî dominantă în Jurasic. În timp ce majoritatea cercetătorilor sunt de acord că activitatea vulcanică a fost principala cauză a extincției, alte teorii sugerează că extincția a fost declanșată de impactul unui asteroid, sau de schimbările climatice sau creșterea nivelului mării.